# قاعدة فقهية
القاعدة الفقهية هي: «حكم كلي ينطبق على جميع جزئياته لتعرف أحكامها منه»، وقواعد الفقه هي: صور كلية، تضم عددا من الصور الجزئية.

## تعريف القواعد الفقهية
القاعدة في اللغة: الأساس 
والقواعد الفقهية هي: كليات في نصوص موجزة تتضمن أحكاماً شرعية عامة في الحوادث التي تدخل تحت موضوعها.
أو هي: الأحكام الكلية التي تعرف بها أحكام الحوادث التي لا نص عليها من الكتاب أو السنة أو الإجماع.
وقاعدة الفقه هي: حكم شـرعي في قـضية أغلبية يتعرف منها أحكام ما دخل تحتها من قضايا جزئية.

## علم قواعد الفقه
العلم الذي يبحث فيه عن القضايا الفقهية الكلية التي جزئياتها قضايا فقهية كلية من حيث معناها وماله صلة به ومن حيث بيان أركانها وشروطها ومصدرها وحجيتها ونشأتها وتطورها وما تنطبق عليه من الجزئيات وما يستثنى منها.

## العلوم التي استمد منها هذا العلم
المصادر التي استمد منها علم القواعد الفقهية متعددة منها:
- الكتاب (القرآن الكريم) الذي هو مصدر التشريع الأول وأكبر الوحيين.
- السنة النبوية التي هي المصدر الثاني والمفصلة للكتاب.
- الأدلة الشرعية الأخرى مثل: الإجماع والقياس وغيرها من أصول الفقه.

### قواعد مستفادة من أدلة شرعية
هناك بعض القواعد الفقهية مستمدة من أدلة شرعية مثل:
- آثار الصحابة والتابعين الذي وردت على ألسنة بعضهم عبارات كانت أساساً لطائفة من القواعد والمصطلحات كقول عمر بن الخطاب: (مقاطع الحقوق عند الشروط) وقول شريح بن الحارث الكندي (من شرط على نفسه طائعاً غير مكرهٍ فهو عليه).
- أقوال بعض الأئمة المجتهدين الجارية مجرى القواعد مما استنبطوه من الفروع الفقهية.
- الفروع الفقهية سواءٌ كانت منصوصةً أو مستنبطةً بالنظر فيها بعد استقرائها واستنباط المعاني الجامعة بينها.
- اللغة العربية وبعض القواعد الأصولية.

## أهمية القواعد الفقهية وفائدتها
يتحقق في القواعد الفقهية عدد كبير من الفوائد والمميزات منها:
- أنها ضبطت الأمور المنتشرة المتعددة ونظمتها في سلك واحد فهي كما قال ابن رجب في القواعد: «تنظم له منثور المسائل، وتقيد له الشوارد وتقرب كل متباعد».
- الضبط الذي يجري في القواعد الفقهية والقوانين يسهل حفظ الفروع ويغني العالم بالضوابط عن حفظ أكثر الجزئيات، ويتبين ذلك في قول البابرتي الحنفي (ت786هـ) في العناية على الهداية حيث قال: (قيل: ما وضعه أصحابنا في المسائل الفقهية هو ألف ألف ومائة ألف وسبعون ألفاً ونيف مسألة) أي: (1.170.000) وهو عدد كبير يزيد على ضعف المسائل التي نسبت إلى أبي حنيفة والتي قيل إنها بلغت خمسمائة ألف مسألة، وبهذا يتبين أهمية هذا العلم.
- أن فهم هذه القواعد وحفظها يساعد الفقيه على فهم مناهج الفتوى ويطلعه على حقائق الفقه ومآخذه ويمكنه من تخريج الفروع بطريقةٍ سليمة.
- أن تخريج الفروع استناداً لى القواعد الكلية يجنب الفقيه التناقض الذي قد يترتب على التخريج من المناسبات الجزئية.
- أنه يساعد على إدراك مقاصد الشريعة.
- أن هذا العلم يمكن غير المتخصصين في علوم الشريعة من الاطلاع على الفقه وعلومه بأيسر الطرق.

## أنواع القواعد الفقهية وتقسيماتها
تنقسم القواعد الفقهية من حيث اتساعها وشمولها إلى قسمين:
- القسم الأول:  القواعد المشتملة على مسائل كثيرة ومن أبواب متعددة.
- القسم الثاني:  القواعد المشتملة على مسائل متعلقة بأبواب محددة أو معينة من أبواب الفقه وقد سماها بعضهم (القواعد الخاصة).

### الأمثلة على القسمين
من الأمثلة على القسم الأول: القواعد المشتملة على جميع الأبواب والفقه مبني عليها وتسمى: القواعد الخمس الكبرى وهي:
1. قاعدة الأمور بمقاصدها.
2. قاعدة اليقين لايزول بالشك.
3. قاعدة المشقة تجلب التيسير.
4. قاعدة الضرر يزال.
5. قاعدة العادة محكمه.

وهناك قواعد أقل شمولاً من القواعد الخمس الكبرى وهي قواعد كلية تندرج تحتها كثيرٌ من المسائل الجزئية وتبلغ أربعين قاعدة وهي:
1. الاجتهاد لاينقض بالاجتهاد.
2. إذا اجتمع الحلال والحرام غلب الحرام.
3. الإيثار في القرب مكروه وفي غيرها محبوب.
4. التابع تابع.
5. الحدود تسقط بالشبهات.
6. الحر لايدخل تحت اليد.
7. إذا اجتمع أمران من جنس واحد متفقا القصد دخل أحدهما في الآخر غالباً.
8. إعمال الكلام أولى من إهماله.
9. الخراج بالضمان.
10. السؤال معادٌ في الجواب.
11. لاينسب للساكت قول.
12. الفرض أفضل من النفل.
13. ما حرم أخذه حرم إعطاؤه.
14. من استعمل شيئاً قبل أوانه عوقب بحرمانه.
15. تصرف الإمام على الرعية منوطٌ بالمصلحة.
16. الولاية الخاصة أقوى من الولاية العامة.
17. لا عبرة بالظن البين خطؤه.
18. ما لا يقبل التبعيض فاختيار بعضه كاختيار كله وإسقاط بعضه كإسقاط كله.
19. إذا اجتمع السبب أو الغرور والمباشرة قدمت المباشرة.
20. الخروج من الخلاف مستحب.
21. الدفع أقوى من الرفع.
22. الرخص لا تناط بالمعاصي.
23. الرخص لا تناط بالشك.
24. الرضا بالشيء رضاً بما يتولد منه.
25. ما كان أكثر فعلاً كان أكثر فضلاً.
26. المتعدي أفضل من القاصر.
27. الفضيلة المتعلقة بنفس العبادة أفضل من المتعلقة بمكانها.
28. الواجب لا يترك إلا لواجب.
29. ما أوجب أعظم الأمرين بخصوصه لا يوجب أهونهما بعمومه.
30. ما ثبت بالشرع مقدم على ما ثبت بالشرط.
31. ما حرم استعماله حرم اتخاذه.
32. المشغول لا يشغل.
33. المكبر لا يكبر.
34. النفل أوسع من الفرض
35. الاشتغال بغير المقصود إعراض عن المقصود.
36. لا ينكر المختلف فيه وإنما ينكر المجمع عليه.
37. يدخل القوي على الضعيف ولا عكس.
38. يغتفر في الوسائل ما لا يغتفر في المقاصد.
39. الميسور لا يسقط بالمعسور.
40. الحريم له حكم ماهو حريم له.

## القواعد المشتملة على أبواب فروع الفقه

### الأمثلة على القواعد المشتملة على مسائل محددة
من الأمثلة على القواعد المشتملة على مسائل متعلقة بأبواب محددة أو معينة من أبواب الفقه وقد أطلق عليها ابن السبكي (القواعد الخاصة) وهي بمعنى الضابط وفق وجهة من يرى أنه مختص بباب واحد منها على سبيل التمثيل:
- كل ما قطع من حي فهو كميتته.
- كل ميتة نجسة إلا السمك والجراد.
- تكره الصلاة في قارعة الطريق إلا في البراري.
- كل الجمادات طاهرة إلا المستحيل إلى نتن إو اسكار.
- كل ماحرم في الإحرام ففيه الكفارة إلا في عقد النكاح وشراء الصيد واتهابه.
- الاعتبار في تصرفات الكفار باعتقادنا لاباعتقادهم.
- كل مكروهٍ في الصلاة يفوت فضيلتها.
- كل مايثبت في الذمة لا يصح الإقرار به.

## القواعد الفقهية في الوقف

### أهمية القواعد الفقهية في استنباط أحكام الوقف
أن غالب أحكام الأوقاف بُنيت على القواعد الفقهية، بطريق القياس على أشباهها، وعلى المصالح المرسلة التي تعتمد على (جلب المصلحة ودرء المفسدة) وتقديم إحداهما على الأخرى عند التعارض، كما أن أغلب أحكامها مستقاه من أبواب فقهية أخرى، وتعتبر القواعد الفقهية السياج المنيع والدرع الحصين لحماية الوقف من الضياع والاندثار.

### أمثلة على بعض القواعد الفقهية وأثرها في مسائل الوقف

#### قاعدة: الأمور بمقاصدها
هذه قاعدة مجمع عليها، وتُعد من القواعد الكلية الكبرى، وتشمل كل ما يصدر عن الإنسان، فلو انفردت النية ولم تقترن بفعل ظاهر لا تترتب عليها أحكام شرعية، فإذا نوى الواقف أن يقف وقفاً أو يغصب شيئاً ولم يصدر منه فعل، فلا يترتب على نيَّته تلك حكم، لأن الأحكام الشرعية تتعلق بالظواهر، والنية وحدها لا يترتب عليها حكم شرعي دنيوي.

#### قاعدة: الحاجة تُنَزَّلُ منزلة الضرورة
فالأصل اتباع شرط الواقف، ومخالفته حاجة ماسة لحماية الوقف من الزوال، فنزلت الحاجة منزلة الضرورة، فجاز تقديم العمارة على الجهة وإن شرط خلافه.

#### قاعدة: مراعاة القصد دون اللفظ في الوقف
وهذه القاعدة مهمة وتصب في جدول المصلحة، وهي اعتبار لقصد الواقف بعد موته لإحداث تصرف في الوقف للمصلحة يخالف الفاظه.
وفي هذه القاعدة ما يدل على اعتبار المصلحة لتفسير أقوال الواقف، ولصرف الأوقاف، لأن تكليم القصد بعد بت الوقف وموت الواقف، إنما هو في الحقيقة تحقيق المصلحة ودوام الوقف، وبناء على قاعدة اعتبار مراعاة القصد دون اللفظ في الوقف، فإن المقصد كم استبدال الوقف هو لتحقيق المصلحة ودوام المنفعة.

#### قاعدة: الولاية الخاصة أقوى من الولاية العامة
ومعنى القاعدة في تطبيقها على ولاية الوقف: إذا وقع تعارض بين الولاية العامة والخاصة، فإن الولاية الخاصة تقدم غالباً، لأن كل ما كان أقلّ اشتراكاً، كان أقوى تأثيراً وامتلاكاً، وجاء النص بها في مسائل الأوقاف في تتمة المادة (59) من مجلة الأحكام العدلية: "فولاية المتولي على الوقف أولى من ولاية القاضي"، فالولاية تثبت أولاً للواقف ثم لوصيه ثم للقاضي.

## القواعد الفقهية الكبرى
القاعدة في اللغة الأساس، وفي الاصطلاح حكم كلي ينطبق على جميع جزيئاته أو أكثرها لتعرف أحكامها منه، القواعد الفقهية الكبرى، 5 قواعد وهي كما يلي:

### القاعدة الأولى:الأمور بمقاصدها
الأصل في هذه القاعدة حديث الرسول: (إنما الأعمال بالنيات وإنما لكل امرئ ما نوى فمن كانت هجرته إلى الله ورسوله فهجرته إلى الله ورسوله ومن كانت هجرته لدنيا يصيبها أو امرأة ينكحها فهجرته إلى ما هاجر إليه).
والمقصود بها: أن أعمال المكلف وتصرفاته من قوليه أو فعليه تختلف نتائجها وأحكامها الشرعية التي تترتب عليها باختلاف مقصود الشخص وغايته وهدفه من وراء تلك الأعمال والتصرفات.
مثال: من قال لغيره خذ هذه الدراهم، إما أن ينوي التبرع بها فتكون هبة، أو قرضا يجب إعادته، أو أمانة يجب المحافظة عليها ثم إعادتها.

### القاعدة الثانية: الضرر يزال
أصل هذه القاعدة هو قوله ﷺ: (لاضرر ولاضرار).
والضرر هو إلحاق مفسدة بالغير مطلقا، والضرار هو مقابلة الضرر بالضرر أو إلحاقه بالغير لا على وجه الجزاء المشروع.
المقصود بنفي الضرار مقابلة الضرر بالضرر، فهي تنفي فكرة الثأر لمجرد الانتقام، لأنها تزيد الضرر وتوسع دائرته.
مثال: من أتلف مال غيره لا يجوز أن يقابل ذلك بإتلاف ماله، لأن فيه توسع للضرر بلا منفعة، والأفضل هو تضمين المتلف ما أتلفه من أموال.

### القاعدة الثالثة: العادة محكمة
هي من القواعد التي ترجع إلى نصوص من القرآن الكريم، فالعرف والعادة لهما نصيب كبير في تغير الأحكام بحسب تغيرهما، قال تعالى: (ولهنّ مثلُ الذي عليهنَّ بالمعروف)، ويقال «سنتكم بينكم» أي عادتكم وطريقتكم بينكم.
والعادة عند الفقهاء عبارة عما يستقر في النفوس من الأمور المتكررة المعقولة عند الطباع السليمة.
هل يختلف العرف عن العادة؟ البعض جعل العرف والعادة لفظيْن بمعنى واحد، ومنهم من فرق فأطلق العادة على ما يشمل عادة الفرد والجماعة، أما العرف فمخصوص بعادة الجماعة.

### القاعدة الرابعة: المشقة تجلب التيسير
يقول الإمام الشاطبي- - «إن الأدلة على رفع الحرج عن هذه الأمة قد بلغت مبلغ القطع»
قال تعالى: (يريد الله أن يخفف عنكم)، (يريد الله بكم اليسر ولا يريد بكم العسر). وقال رسول الله ﷺ: (إن الدين يسر ولن يشاد الدين أحد إلا غلبه، فسددوا وقاربوا وابشروا واستعينوا بالغدوة والروحة وشيء من الدلجة).
والمقصود بها: أن الأحكام التي ينشأ عن تطبيقها حرج على المكلف ومشقة في نفسه أو ماله فالشريعة تخففها بما يقع تحت قدرة المكلف دون عسر أو إحراج.
وهناك قواعد تابعة لهذه القاعدة منها:
1. الضرورات تبيح المحظورات.
2. ما جاز للضرورة يتقدر بقدرها.
3. إذا ضاق الأمر اتسع.

### القاعدة الخامسة: اليقين لا يزول بالشك
هذه القاعدة يتجلى فيها التيسير في الشريعة الإسلامية، فهدفها أنها تقرر اليقين وتعتبره أصلا ثابتا ومعتبرا، وأن ترفع وتزيل الشك الذي ينشأ كثيرا عن الوسواس وخصوصا في باب الطهارة والصلاة.
فاليقين هو جزم القلب مع الاستناد إلى الدليل القطعي، بينما الشك هو تجويز أمرين لا مزية لأحدهما على الآخر.
فالمقصود هنا أن الأمر المتيقن ثبوته لا يرتفع إلا بدليل قاطع ولا يحكم بزواله لمجرد الشك، كذلك الأمر المتيقن عدم ثبوته لا يحكم بثبوته بمجرد الشك، لأن الشك أضعف من اليقين فلا يعارضه ثبوتا وعدما.
والدليل على هذه القاعدة: ما جاء في السنة أن رجلا شكا إلى النبي الرجل الذي يخيل إليه أنه يجد الشيء في الصلاة فقال النبي: (لا ينصرف حتى يسمع صوتا أو يجد ريحا).
وهذه القاعدة تدخل في معظم أبواب الفقه من عبادات ومعاملات وعقوبات وأقضية.لذلك قال السيوطي إن هذه القاعدة تتضمن ثلاثة أرباع علم الفقه.

## طالع ايضاً
- قاعدة الفراغ والتجاوز
- الأشباه والنظائر على مذهب أبي حنيفة النعمان
- القواعد الفقهية الكبرى

## وصلة خارجية
إسلام ويب-مركز الفتاوى: القواعد الخمس التي اتفق عليها علماء الفقه والأصول وفروعها
- http://www.ihkam.com، فقه القواعد في نظام الإسلام، موقع الإحكام في الأحكام، القواعد الأصولية والفقهية مرقمة ومرتبة في مجموعات وذلك على صفحة واحدة ومع أمثلة تطبيقية لكل مجموعة، محمد الكيالي، 2008